# Александр (Михалич)
Епи́скоп Алекса́ндр (словац. Biskup Alexander, в миру Виктор Михалич, словац. Viktor Michalič или Мигалич, словац. Mihalič; 14 мая 1878, Вышний Казимир — 25 ноября 1954, Прешов) — епископ Чехословацкой православной церкви, епископ Михаловский.

## Биография
После окончания гимназии в 1896 году поступил Прешовскую богословскую академию, которую окончил в 1901 году.
28 августа 1901 года был рукоположён в сан грекокатолического священника.
С 1901 по 1904 год служил настоятелем грекокатолического прихода во Влашковце. С 1904 по 1915 года служил настоятелем грекокатолического прихода в Грабовчике. C 1915 по 1944 год служил настоятелем грекокатолического прихода в Койшове. Во время Первой мировой войны из церкви были конфискованы 2 колокола. В 1922 году на пожертвования тех, кто уехал в Новый Свет, были приобретены новые колокола.
В 1944 году епископ Павел Петер Гойдич назначил его в епархиальную канцелярию в качестве помощника канцлера. В 1946 году становится каноником в Прешове.
28 июля 1950 года епархиальное собрание Прешовской епархии Экзархата РПЦ в Чехословакии под председательством епископа Прешевского Алексия (Дехтерёва) в связи с массовым присоединением греко-католиков к православной Церкви приняло решение создать епархию с центром в городе Михаловце. 29 июля в Михаловце состоялось собрание духовенства и верующих, избравшее епископом бывшего греко-католического священника Виктора Михалича. 15 августа это избрание утвердил Синод Русской православной церкви. 3 октября того же года священник Виктор принял монашество с именем Александр и был возведен в сан архимандрита.
8 октября того же года был рукоположён во епископа Михаловского. На рукоположении нового епископа Михаловского собралось около 50 000 верующих: 30 000 из Михаловской епархии и 20 000 — из Прешовской.
После издания 23 ноября 1951 года патриархом Московским и всея Руси Алексием I Томоса о даровании автокефалии Чехословацкой Православной Церкви Михаловская епархия вошла в состав этой автокефальной Церкви.
Деятельность епископа Александра (Михалича) часто вызывала нарекания государственных органов, обвинения в неспособности к административной деятельности и недостаточной лояльности к новой власти. Поэтому 14 февраля 1953 года был избран викарий Михаловской епархии епископ Мефодий (Милли) с титулом «Требишовский», который фактически принял руководство всей епархией. В апреле 1953 года епископ Александр ушёл на покой по собственному желанию.
Скончался 25 ноября 1954 года в Прешове.